# Aron Alexandrowitsch Solz
Aron Alexandrowitsch Solz (russisch Арон Александрович Сольц, wiss. Transliteration Aron Aleksandrovič Sol'c; * 10. März 1872 in Soleniki (heute: Šalčininkai in Litauen); † 30. April 1945 in Moskau) war ein russischer Jurist und Revolutionär des 20. Jahrhunderts.

## Leben
Solz wurde als Kind einer jüdischen Kaufmannsfamilie im damals zum Kaiserreich Russland gehörenden Litauen geboren. In Sankt Petersburg studierte er Jura, wo er in Kontakt mit revolutionären Kreisen kam. Ab 1898 war er Mitglied der Sozialdemokratischen Arbeiterpartei Russlands. Während der Untergrundarbeit in den folgenden Jahren lernte er Josef Stalin kennen.
Solz bekleidete nach der Oktoberrevolution leitende Funktionen in der Staatsanwaltschaft und Justiz der Sowjetunion. Er wurde für seinen asketischen Lebensstil bekannt. Während des russischen Bürgerkrieges war Solz in Petrograd für die Verteilung von Lebensmittelrationen verantwortlich. (Edward Stanislawowitsch Radsinski beschreibt in seiner Stalin-Biographie folgenden Vorfall: Als einmal Arbeiter, die wegen der erbärmlichen Rationen zur Verzweiflung gekommen waren, in Solz' Wohnung eindrangen um seine vermuteten eigenen Vorräte zu überprüfen, fanden sie nur ein Paar erfrorener Kartoffeln).
Wegen seiner Aufrichtigkeit und Prinzipientreue im bolschewistischen Sinne nannten ihn seine Parteifreunde damals „Das Gewissen der Partei“ (совесть партии).
1931 bis 1933 war er einer der verantwortlichen Leiter beim Bau des Weißmeerkanals, bei dem zum ersten Mal in großem Umfang Zwangsarbeit das Mittel zur Realisierung eines Großprojektes in der UdSSR war. Er unterstützte die Entkulakisierung bzw. Zwangskollektivisierung. Auch war er an zahlreichen politischen Prozessen gegen Gegner des bolschewistischen Regimes beteiligt, er begann aber, Bedenken zu bekommen, als die stalinschen Repressalien schon Altbolschewiken betrafen, an deren Schuld Solz nicht glauben konnte.
Während des 'Großen Terrors' in den Jahren 1937 bis 1938 trat er für eine 'gewisse Wahrung' der Gesetzlichkeit ein und kritisierte Andrei Wyschinski offen für Fabrizierungen. Er wurde 1938 von seinen Ämtern entbunden und in eine psychiatrische Klinik eingeliefert. Anfang der 1940er Jahre wurde er jedoch wieder freigelassen.